# Tale of Two Mice
Pour plus de détails, voir Fiche technique et Distribution.
Tale of Two Mice est un court métrage d'animation de la série américaine Looney Tunes réalisé par Frank Tashlin, produit par les Warner Bros. Cartoons et sorti en 1945.